# Global Young Academy
La Global Young Academy (GYA), o Academia Joven Global, es una asociación internacional cuyo objetivo es dar voz a los jóvenes científicos de todo el mundo. El número de miembros está limitado a 200, y la pertenencia a dicha asociación es de cinco años. 

## Organización y membresía

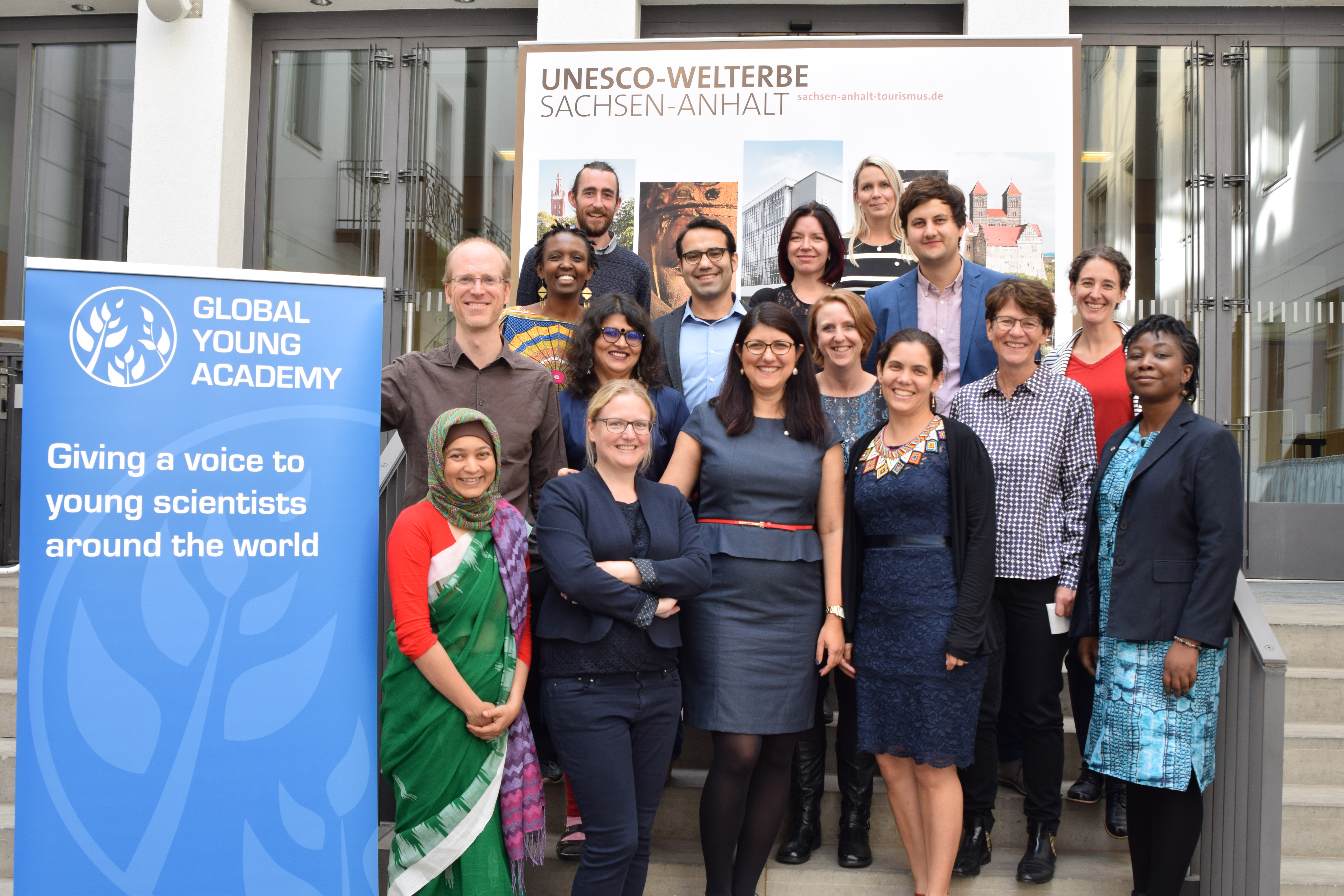
Academia, Global Young Academy, Organizaciones científicas internacionales

La GYA aspira a dar voz a los jóvenes científicos y alienta la colaboración y el diálogo internacional, intergeneracional e interdisciplinario.
La GYA cuenta con grupos de trabajo sobre educación científica, ciencia y sociedad, desarrollo profesional de jóvenes investigadores y cuestiones interdisciplinarias.
La edad típica de los miembros es de aproximadamente 35 años, siendo la edad límite para aplicar de 40 años; se espera que los miembros cuenten con experiencia profesional o de investigación de varios años tras su doctorado. El número de miembros tiene un límite de 200, y cada investigador está limitado a un período de pertenencia a la asociación de cinco años. La pertenencia a la asociación se decide basándose en la excelencia científica y al compromiso social del aplicante, después de un proceso de nominaciones de investigadores de alto nivel, sociedades nacionales y auto nominaciones, junto con la revisión por parte de los miembros. La GYA alcanzó su capacidad total de 200 miembros en 2014. Además, hay 258 exalumnos. A partir de 2019, 83 países están representados en la GYA.
La oficina de la GYA se encuentra en la Academia Nacional de Ciencias de Alemania «Leopoldina» en Halle (Saale), Alemania.

## Historia
La GYA se fundó en 2010 en Berlín, Alemania, en el contexto de una reunión organizativa preliminar en 2008 patrocinada por la Alianza Inter Académica (IAP) y el Foro Económico Mundial y una segunda reunión organizativa en 2009 en Dalián, China. Sus copresidentes fundadores son Gregory Weiss, químico de la Universidad de California, Irvine, Estados Unidos, y Nitsara Karoonuthaisiri del Centro Nacional de Ingeniería Genética y Biotecnología en Tailandia. Los copresidentes salientes (2018) son las Dras. Tolullah Oni, Universidad de Ciudad del Cabo, Sudáfrica, y Connie Nshemereirwe, Actualise Africa, Uganda. Los copresidentes actuales (2019) son los Drs. Connie Nshemereirwe y Koen Vermeir.
La GYA coopera estrechamente con las organizaciones científicas más relevantes del mundo, como la UNESCO, la Junta Asesora Científica del Secretario General de las Naciones Unidas, el Consejo Internacional de Ciencias (ISC), IAP, el Consejo de Investigación Global, el Centro de Investigación Conjunta de la Comisión Europea (JRC) y la Academia Mundial de Ciencias (TWAS). La GYA ayuda activamente a establecer academias jóvenes nacionales en todo el mundo. En 2017, se lanzaron tres academias jóvenes nacionales en Albania, Estonia y Finlandia. La GYA también desarrolló varios proyectos y campañas de investigación internacionales en los últimos años. Recientemente, la GYA fue invitada a unirse a la Junta Asesora del Grupo Principal de las Naciones Unidas para Niños y Jóvenes. Desde 2019, la GYA ha sido nombrada miembro de pleno derecho de la Alianza Inter Académica, la red global de 138 academias de ciencia, ingeniería y medicina.
Lista de co-presidentes
- 2010/11 Nitsara Karoonuthaisiri y Gregory A. Weiss
- 2011/12 Bernard Slippers y Gregory A. Weiss
- 2012/13 Rees Kassen y Bernard Slippers
- 2013/14 Rees Kassen y Sameh H. Soror
- 2014/15 Sameh H. Soror y Eva Alisic
- 2015/16 Eva Alisic y Orakanoke Phanraksa
- 2016/17 Orakanoke Phanraksa y Mari-Vaughn Johnson
- 2017/18 Tolullah Oni y Moritz Riede
- 2018/19 Tolullah Oni y Connie Nshemereirwe
- 2019/20 Connie Nshemereirwe y Koen Vermeir

## Objetivos
La GYA tiene como objetivo reunir a jóvenes investigadores para resolver problemas globales y discutir cuestiones de política científica que requieren experiencia interdisciplinaria; alentar a los jóvenes a ingresar a carreras científicas, promover una cultura científica en la que la excelencia en la investigación es más valorada que la afiliación académica, y mejorar las bases de la ciencia en todo el mundo al alentar y reconocer a los investigadores en países con programas científicos nacionales subdesarrollados.
Un enfoque particular de la GYA es facilitar el crecimiento de la red global de academias jóvenes (nacionales) en todo el mundo. La GYA ha ayudado activamente al establecimiento de jóvenes academias nacionales en todo el mundo. Desde 2010, se han establecido alrededor de 36 academias jóvenes nacionales. En 2019, hay 41 academias jóvenes nacionales y más de 10 organismos similares en todo el mundo. Más están a punto de lanzarse. La GYA está apoyando proyectos conjuntos y reuniones regionales y globales de academias jóvenes.

## Miembros notables
- Tilman Brück
- Eqbal Dauqan
- Bilge Demirköz
- Saeid Esmaeilzadeh
- Rajesh Gopakumar
- Ingrid Johnsrude
- Nathalie Katsonis
- Yueh-Lin Loo
- Hiba Mohamed
- Sandra López Vergès
- Ernesto Lupercio
- Paciencia Mthunzi-Kufa
- Tolullah Oni
- Noelle Selin
- Bettina Speckmann
- Erick Tambo
- Nguyen TK Thanh
- Jenny Yue-fon Yang
- Santiago Ron
- Princesa Sumaya bint Hassan (Consejo Asesor)
- Bruce Alberts (Consejo Asesor)
- Howard Alper (Consejo Asesor)
- Luiz Davidovich (Consejo Asesor)
- Helmut Schwarz (Consejo Asesor)